# Cmentarz wojenny nr 280 – Porąbka Uszewska
Cmentarz wojenny nr 280 – Porąbka Uszewska – cmentarz z I wojny światowej znajdujący się we wsi Porąbka Uszewska w województwie małopolskim, w powiecie brzeskim, w gminie Dębno. Jest jednym z 400 zachodniogalicyjskich cmentarzy wojennych zbudowanych przez Oddział Grobów Wojennych C. i K. Komendantury Wojskowej w Krakowie. W VIII okręgu brzeskim cmentarzy tych jest 52.

## Położenie
Znajduje się na oddzielnej kwaterze w obrębie dawnego cmentarza parafialnego. Z przystanku autobusowego w centrum Porąbki Uszewskiej prowadzi do niego asfaltowa szosa, która mostkiem przekraczająca potok Niedźwiedź i przechodzi obok Groty Matki Bożej z Lourdes w Porąbce Uszewskiej. Odległość ok. 500 m. Cmentarz znajduje się w zaroślach po lewej stronie tej szosy, w odległości ok. 100 m od niej.

## Historia
Pochowano tutaj żołnierzy armii austro-węgierskiej i rosyjskiej, którzy zginęli w walkach na okolicznych terenach w 1915. Po zwycięstwie połączonych sił austriackich i niemieckich w bitwie pod Krakowem i bitwie pod Limanową wojska rosyjskie wycofały się na wschód, broniąc linii kolejowej Przemyśl – Bochnia. W otaczających ją miejscowościach znajdowały się ich transzeje i okopy, szczególnie na wznoszących się w tej okolicy po jej południowej stronie wzgórzach Pogórza Wiśnickiego. Toczyły się tutaj zacięte walki, stąd też w miejscowościach wzdłuż tej linii kolejowej znajdują się liczne cmentarze wojenne. Ogółem na cmentarzu w Porąbce Uszewskiej pochowano 67 żołnierzy, z nazwiska znanych jest 41; Wśród nich jest :
- 41 żołnierzy armii austro-węgierskiej
- 26 żołnierzy armii rosyjskiej[4].

## Opis cmentarza
Głównym elementem ozdobnym jest betonowa ściana pomnikowa zwieńczona dużym krzyżem. Zamontowana jest na niej tablica z nazwiskami 24 poległych żołnierzy. Oprócz tego są nagrobki w postaci betonowych stel zwieńczonych dużymi, ażurowymi, żeliwnymi krzyżami. Są 2 rodzaje tych krzyży; jednoramienne austriackie i dwuramienne rosyjskie. Na stelach zachowały się tabliczki z nazwiskami.

## Losy cmentarza
Austriacy budowali cmentarze wojenne jeszcze w czasie wojny. Miały być one miejscem patriotycznych spotkań. Po II wojnie ranga cmentarza w świadomości społeczeństwa i ówczesnych władz jednak zmalała. Cmentarz ulegał w naturalny sposób niszczeniu. Dopiero w latach 80. zaczęła narastać świadomość potrzeby ochrony.
Cmentarz w Porąbce Uszewskiej uległ w dużym stopniu zniszczeniu. Z oryginalnego ogrodzenia pozostały tylko betonowe słupki. Cmentarz został ostatnio odnowiony, a niszczące go krzewy i drzewa usunięto. Jest też na bieżąco pielęgnowany. Poniżej jego dolnego końca znajduje się nagrobek żołnierza radzieckiego pochowanego tutaj w 1945. Była na nim gwiazda, która jednak znikła.

## Przypisy

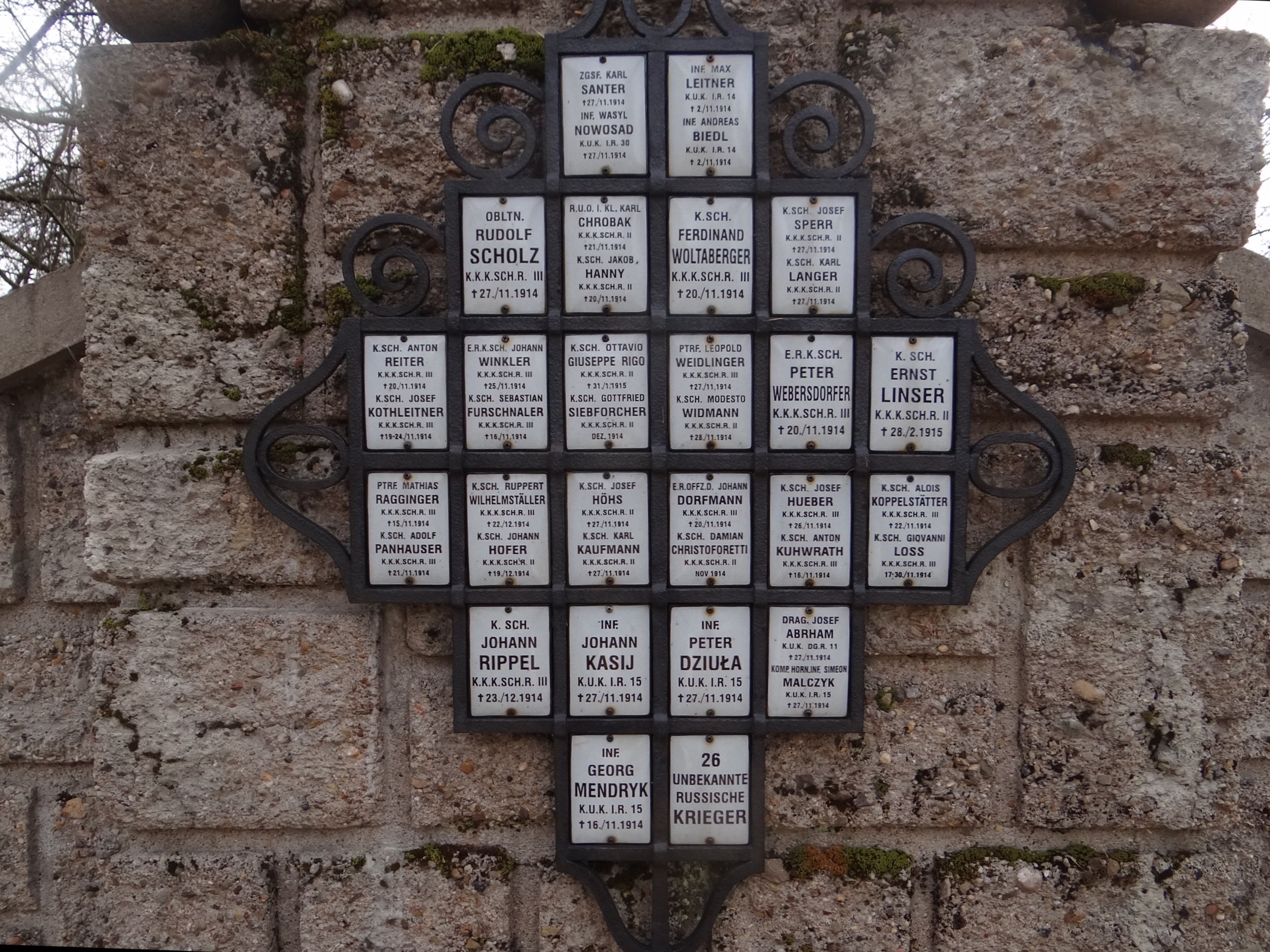
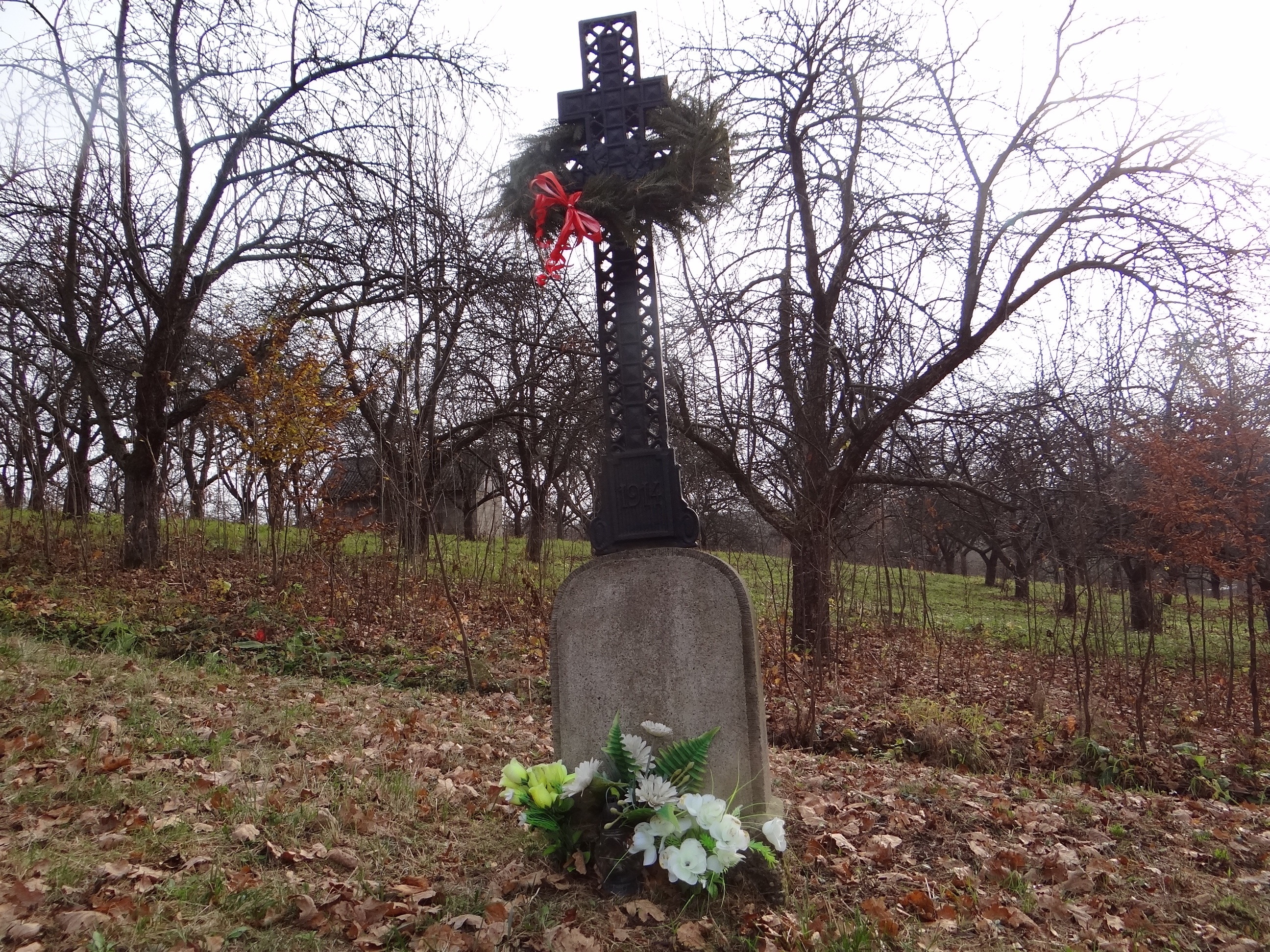
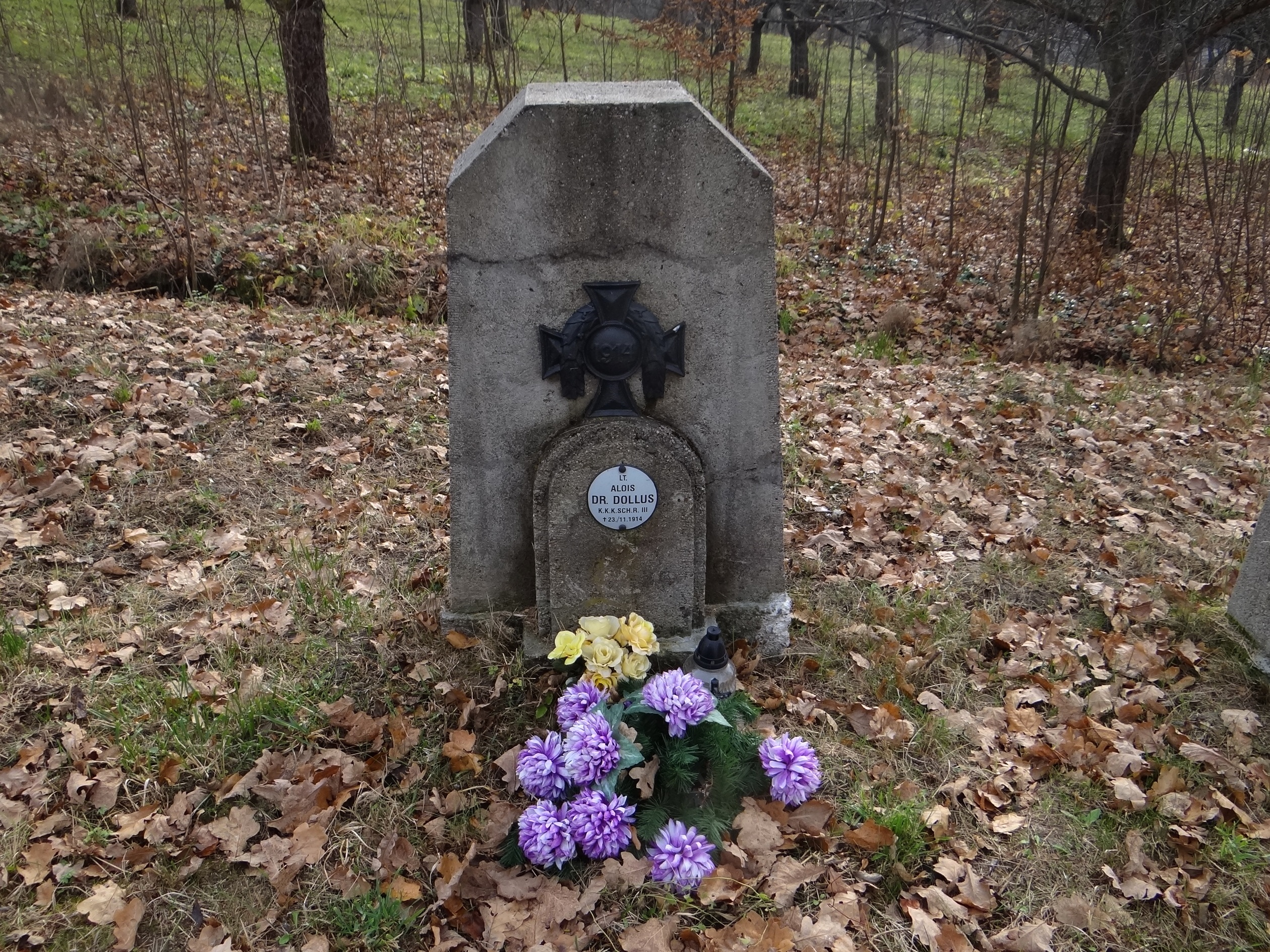
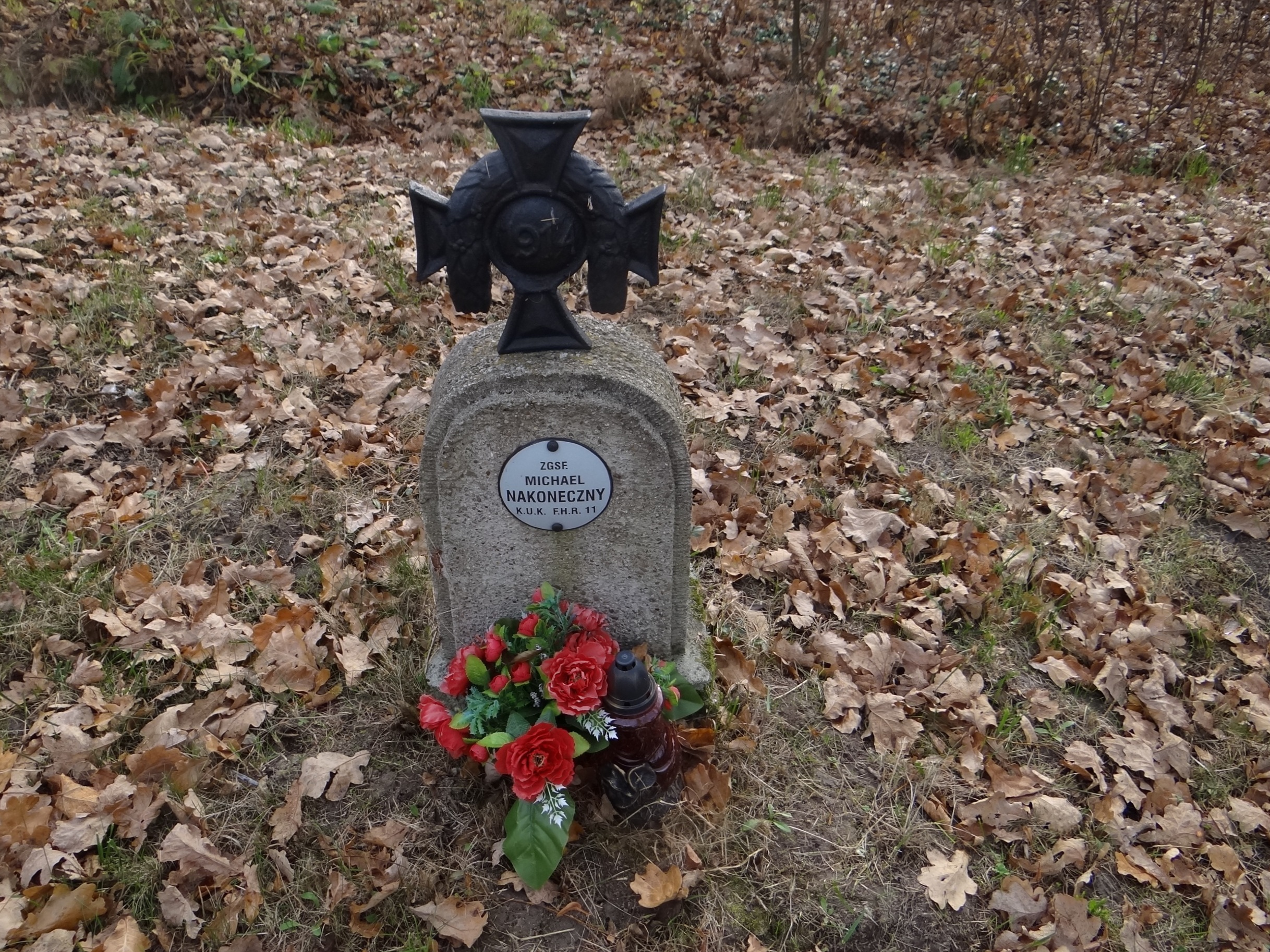
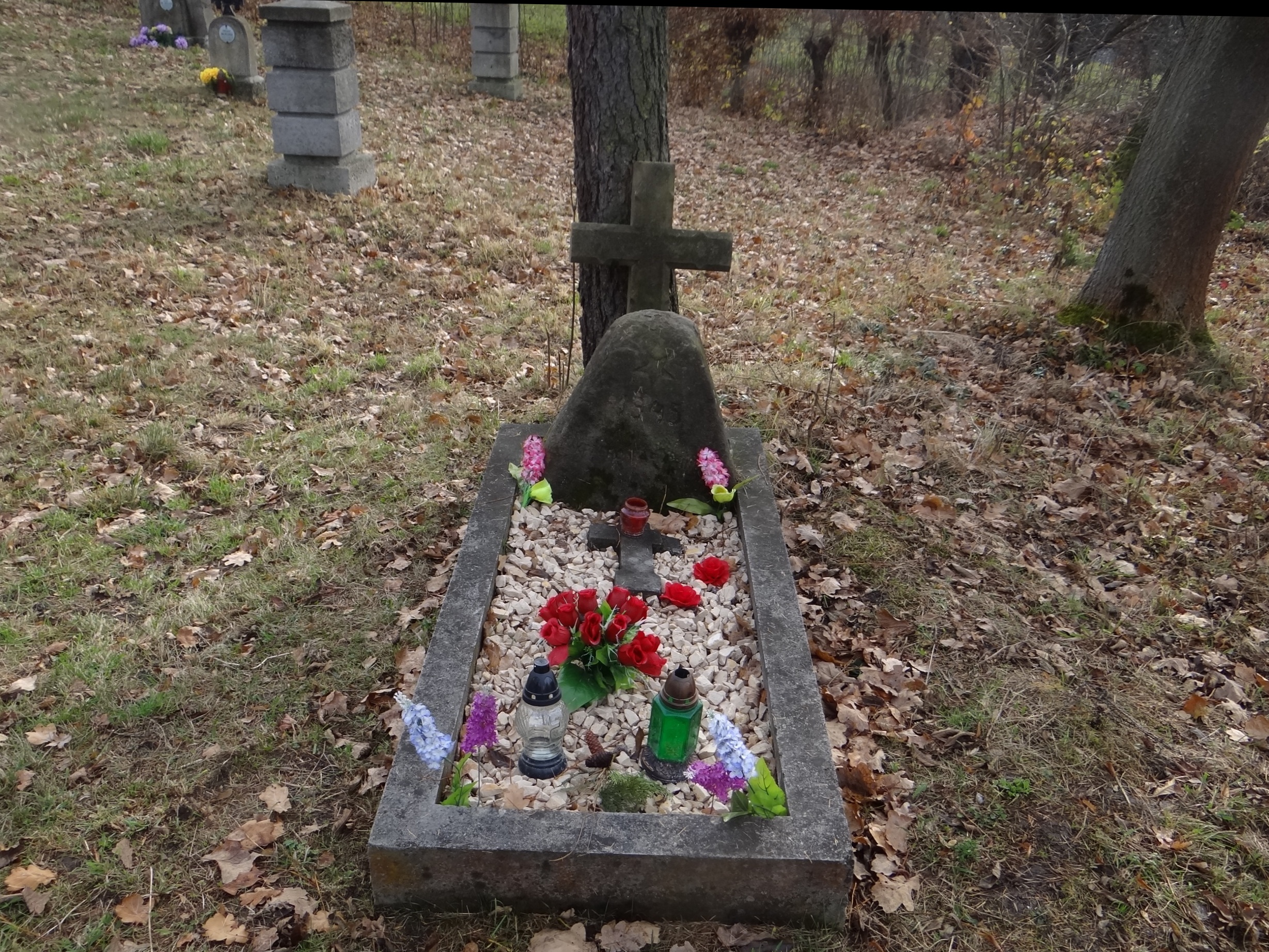